# Kawęczyn (powiat skierniewicki)
Kawęczyn – wieś w Polsce położona w województwie łódzkim, w powiecie skierniewickim, w gminie Godzianów.
Wieś arcybiskupstwa gnieźnieńskiego w ziemi rawskiej województwa rawskiego w 1792 roku. W latach 1975–1998 miejscowość należała administracyjnie do województwa skierniewickiego.